# Музей техніки в Зінсгаймі

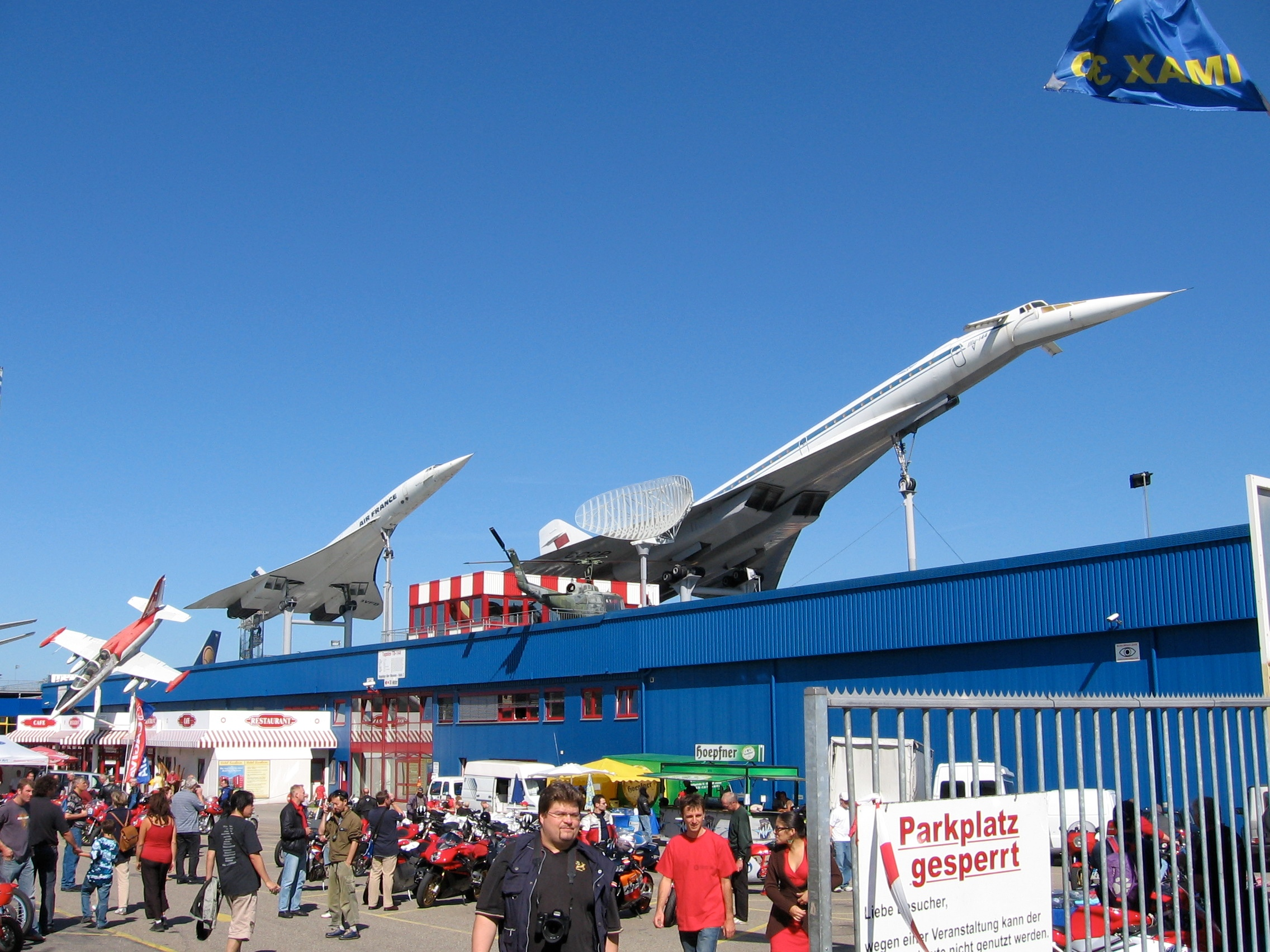
Ту-144 і Конкорд

Музей техніки в Зінсгаймі (нім. Auto- und Technikmuseum Sinsheim) відкритий у 1981 році у Зінсгаймі, Німеччина. Має понад 3000 експонатів і виставкову площу понад 50000 м² (у приміщенні і на відкритому повітрі). Крім виставок, музей також має IMAX 3D кінотеатр. Музей відвідує понад 1 млн людей на рік і він є найбільшим приватним музеєм у Європі. Музей техніки в Шпаєрі є дочірнім музеєм.
У 2003 році Air France пожертвував один із своїх літаків Concorde. Разом із Ту-144, який демонструється з 2001 року, це — єдине місце, де показані обидва надзвукові пасажирські літаки. Літаки Concorde, Ту-144, Ju 52, Canadair CL-215, Douglas DC-3, Ту-134 можна оглянути зсередини. Всього музей має понад 60 літаків і вертольотів, що включають De Havilland Venom, Fieseler Fi 156 Storch, He 111, Іл-18, Ju 87, Ju 88, Me 109, Fw 190.
Музей Зінгайму має найбільшу постійну колекцію Формули 1 в Європі, поряд з мотоциклами, рекордсменами швидкості на землі і ретроавтомобілями.
Музей відкритий 365 днів на рік.

## Ретроавтомобілі
Постійна колекція має понад 300 ретроавтомобілів, більшість з яких на ходу, серед них — American La France Simplex, Brasier Citycoupé, Bugatti Type 41 Royale, Bugatti Type 57 Ventoux, Ford Model T, Jaguar SS, Mors car, NSU 8/40PS, Opel 24/50, Opel 25/55, Opel Super 6, Peugeot Vis-à-vis, Rolls-Royce Phantom II, Rolls-Royce Phantom II Boattail Tourer, Rolls-Royce Phantom III, Rolls-Royce Twenty.
Колекція ретроавтомобілів Mercedes і Maybach включає:
- Maybach DSH[ru], SW35[pl], SW38[pl], W5 SG[ru], Zeppelin DS 7, Zeppelin DS 8
- Benz Modell Nr.1 (Replica)
- Mercedes 22/40, Mercedes 22/50, 28/95, Mercedes Simplex (1906), Mercedes Simplex 28/32, Simplex 40/45
- Mercedes-Benz 170 H[en], 320 Cabriolet[en], Mercedes-Benz 380 K C-Landaulet, 500K, 540K, 630, 630 K, Mercedes-Benz 630 K C-Landaulet, 770 K, Mercedes-Benz 770 K Landaulet, G4, Nürburg, S[ru], SS[ru], SS Black Prince[ru].

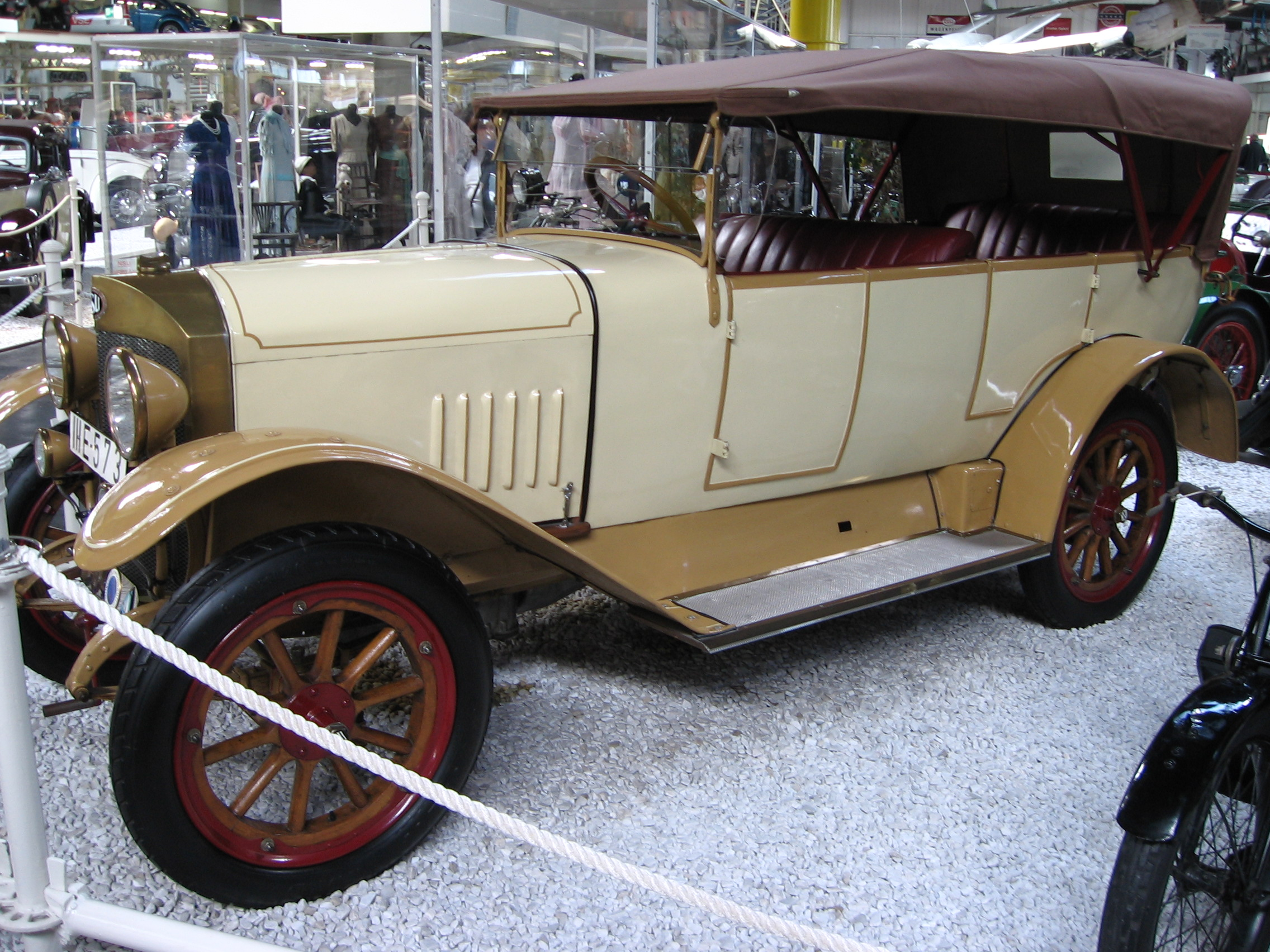
NSU 8/40
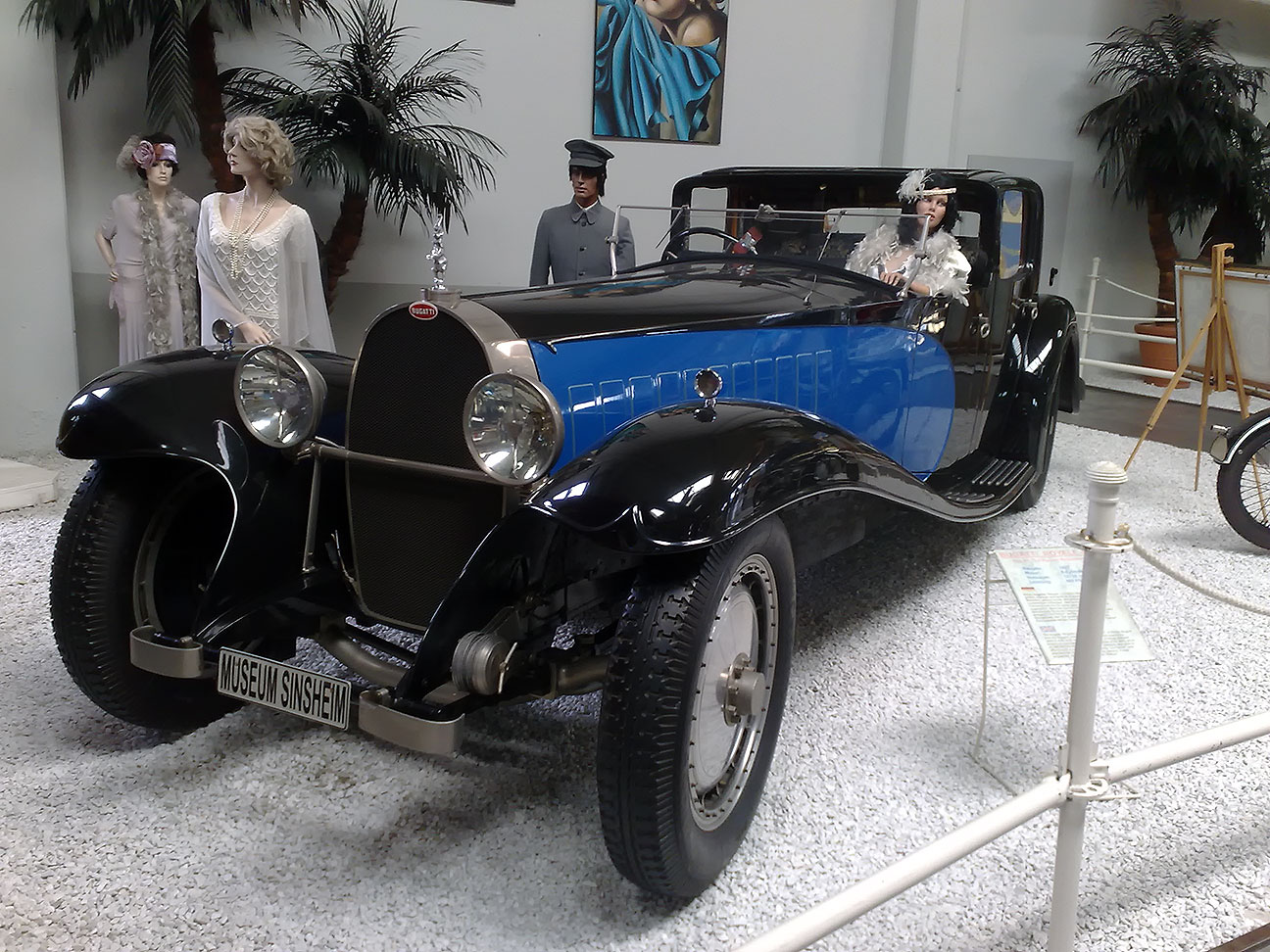
Bugatti Royale
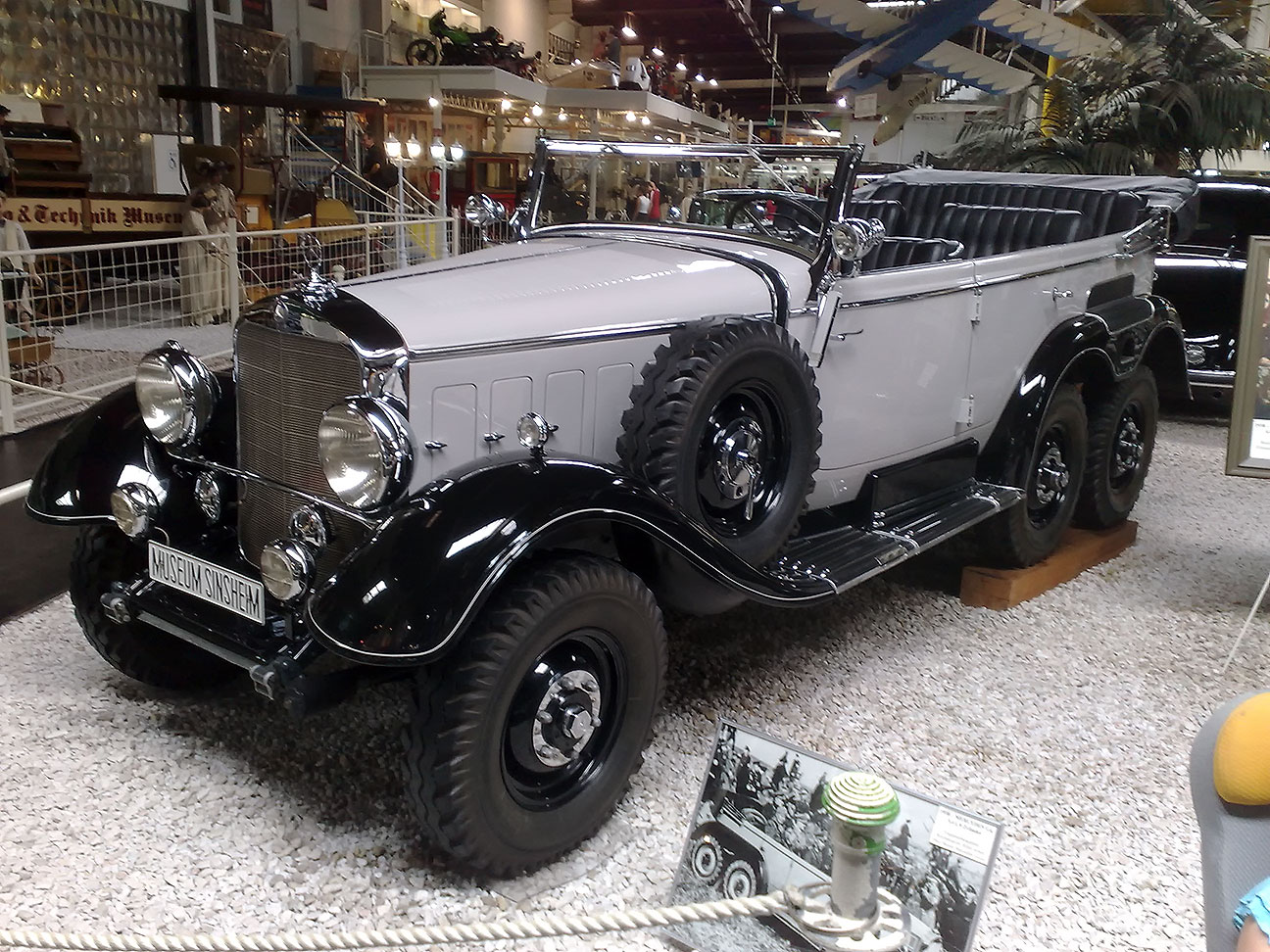
Mercedes Benz G4
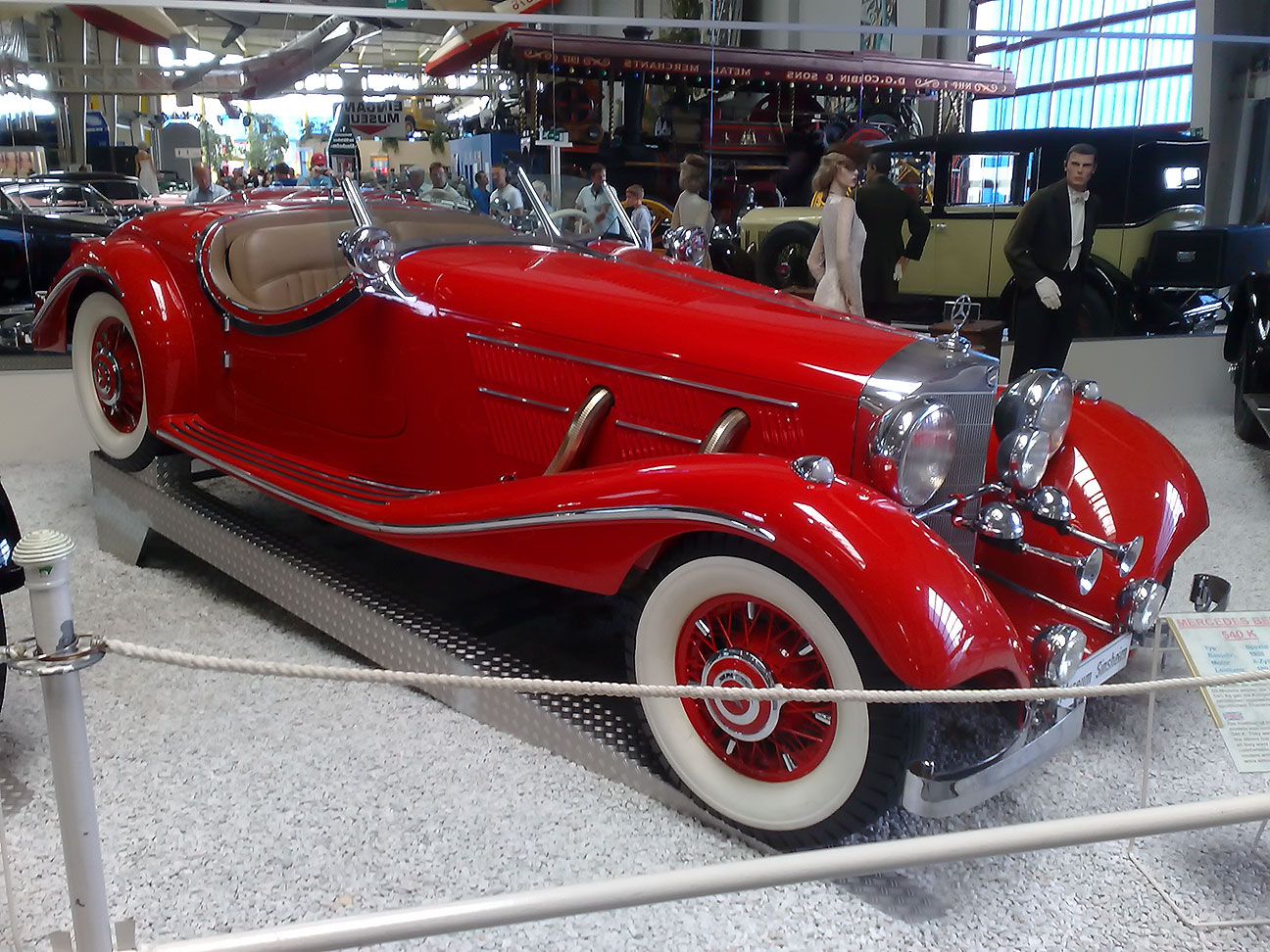
Mercedes Benz 540k Spezial Roadster